# Jenny Boyd
Pour les articles homonymes, voir Boyd.
Jenny Boyd, née le 27 février 1991 à Sion (Suisse), est une actrice américano-britannique.
En 2018, l'actrice se fait connaître du grand public, grâce à son rôle de Elizabeth « Lizzie » Saltzman dans la série télévisée fantastique, Legacies.

## Biographie
Née en Suisse, Jennifer Louise Boyd a grandi à Sisters dans l'Oregon avec sa sœur aînée Alexandra Marisa Boyd (née en 1987), ainsi que ses deux parents : Bradley Steven Boyd, un américain originaire de l'Oregon, et Mary Sylvia Weld-Forester, une anglaise originaire de Newbury (Berkshire). Ses parents divorcent en 1996 après plus de dix ans de mariage ; sa mère retourne donc vivre à Londres. Dès l'âge de 5 ans, Jenny Boyd partage donc son temps entre l'Angleterre et l'Oregon. Elle a notamment suivi ses études supérieures à Londres et possède la double nationalité américano-britannique. 

### Carrière
En 2018, elle rejoint le casting de Legacies, la série dérivée de The Originals et de The Vampire Diaries dans le rôle de Elizabeth « Lizzie » Saltzman, l'une des filles jumelles d'Alaric Saltzman et de Jo Laughlin / Caroline Forbes. La série est diffusée depuis le 25 octobre 2018.

### Vie privée
Le 4 juin 2022, Jenny Boyd épouse son compagnon de longue date d'origine britannique, Eden Francis Charles Ormerod (né en 1988) - avec qui elle s'était fiancée en mars 2021.

## Filmographie

### Cinéma
- 2016 : Clean Sheets : Sonia (Court métrage)
- 2018 : Sunday Tide : Christabel (Court métrage)
- 2018 : Hex  : Amber Kelly

### Télévision

#### Séries télévisées
- 2018 - 2022 : Legacies : Elizabeth « Lizzie » Saltzman (rôle principal)

#### Téléfilms
- 2015 : Le Clan des Vikings : Tasya